# Megachile larochei
Megachile larochei är en biart som beskrevs av Borek Tkalcu 1994. Megachile larochei ingår i släktet tapetserarbin, och familjen buksamlarbin. Inga underarter finns listade i Catalogue of Life.